# روبرت أرمبراستر
روبرت أرمبراستر (بالإنجليزية: Robert Armbruster)‏ هو موزع وعازف بيانو وكاتب أغاني وملحن أمريكي، ولد في 9 أكتوبر 1897 في فيلادلفيا في الولايات المتحدة، وتوفي في 20 يونيو 1994 في لوس أنجلوس في الولايات المتحدة.

## وصلات خارجية
- روبرت أرمبراستر على موقع IMDb (الإنجليزية)
- روبرت أرمبراستر على موقع ديسكوغز (الإنجليزية)
- روبرت أرمبراستر على موقع قاعدة بيانات الفيلم (الإنجليزية)